# Yesterdays (chanson de Guns N' Roses)
 (février 2018).
Si vous disposez d'ouvrages ou d'articles de référence ou si vous connaissez des sites web de qualité traitant du thème abordé ici, merci de compléter l'article en donnant les références utiles à sa vérifiabilité et en les liant à la section « Notes et références ».
Yesterdays est une chanson du groupe de hard rock américain Guns N' Roses qui apparaît sur l'album de 1991 Use Your Illusion II. Elle a été écrite par Axl Rose, West Arkeen, Del James et Billy McCloud. La chanson apparaît sur la compilation de 2004 Greatest Hits et sur l'album live Live Era: '87-'93. La chanson a été classée à la 72e place des charts aux États-Unis (Billboard Hot 100).

## Histoire
Le vidéoclip est dirigé par Andy Morahan. Il est filmé en noir et blanc et montre le groupe jouant dans un grand entrepôt vide. Il apparaît sur le DVD Welcome to the Videos.